# Tad Williams

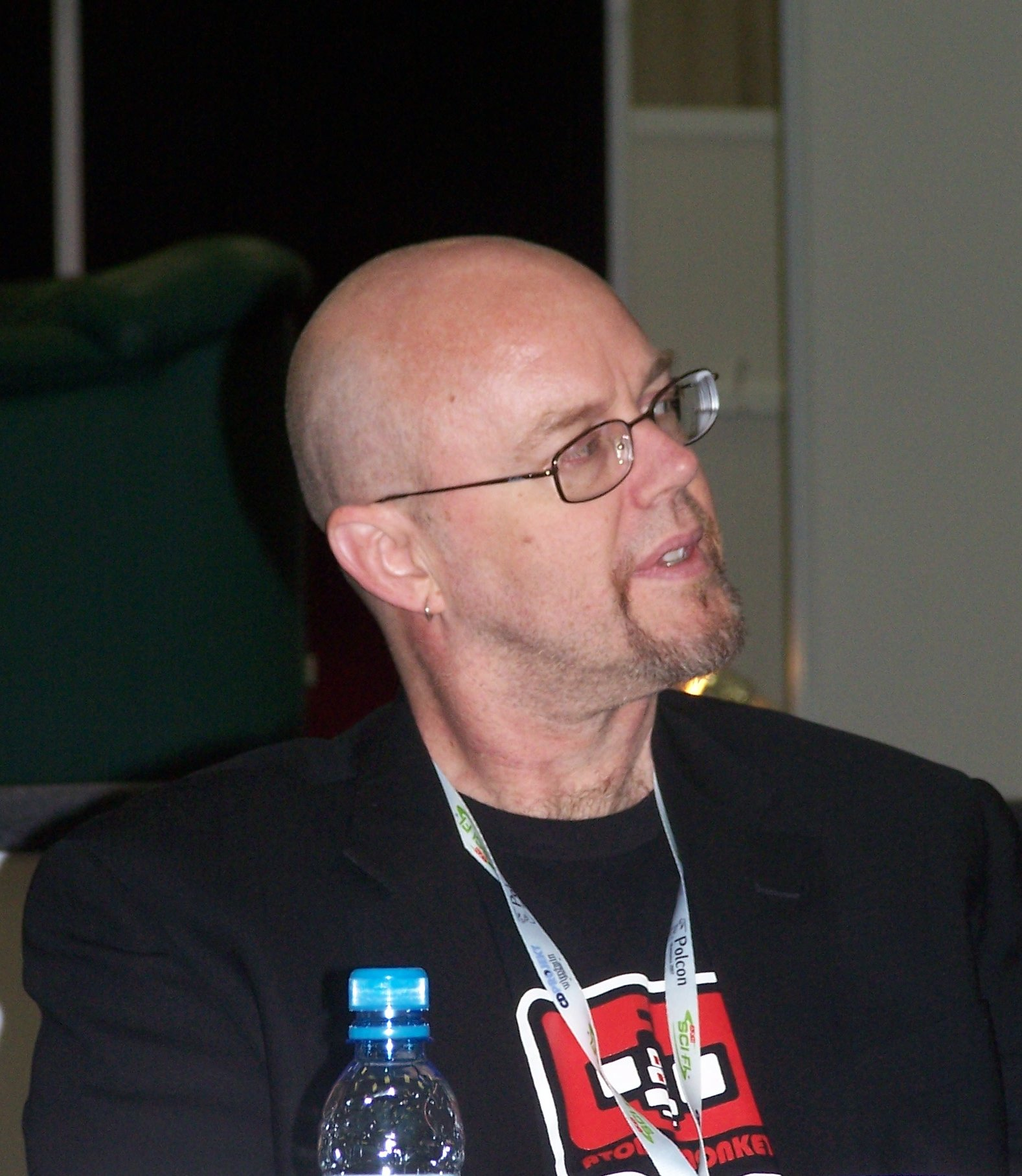
Tad Williams

Robert Paul Williams (San Jose, Californië, 14 maart 1957), beter bekend onder zijn schrijversnaam Tad Williams, is een schrijver van epische fantasy. Door hem geschreven boekenreeksen zijn onder meer Heugenis, Smart en het Sterrenzwaard (Memory, Sorrow and Thorn (MS&T)) en Anderland (Otherland). 
Zijn derde grote boekenreeks is Schaduwmars (Shadowmarch), evenals MS&T een 'trilogie in vier delen'. Het eerste deel van deze reeks verscheen in 2004 in het Engels onder de titel Shadowmarch Volume One, wat in 2006 in het Nederlands werd vertaald als De Schaduwgrens. Het tweede deel getiteld Shadowplay verscheen in 2007 in het Engels. Schaduwval en Schaduwhart verschenen in respectievelijk 2010 en 2011.
Williams bracht in 2012, 2013 en 2014 The Dirty Streets of Heaven, Happy Hour in Hell en Sleeping Late on Judgement Day uit. Deze drie boeken vormen in deze volgorde de Bobby Dollar-trilogie, een serie over een engel die verstrikt raakt in vuile zaken tussen hemel en hel. 
In 2017 verscheen Het Hart van Steen (The Heart of what was lost), een nieuw boek waarin hij na bijna 30 jaar terugkeerde naar Osten Ard, de wereld van Heugenis, Smart en Sterrenzwaard. Dit boek was een overbrugging naar een nieuwe trilogie, waarvan het eerste deel eveneens in 2017 verscheen. 
Ter ere van het verschijnen van deze boeken deed hij in november 2017 een korte promotietour langs boekwinkels in Nederland. 
In 2006 was hij te gast tijdens de Elf Fantasy Fair in Haarzuilens (Ned.)

### Vertaald naar het Nederlands
- Staartjager's Zang (1986) (Tailchaser's Song, 1985)

- Heugenis, Smart en het Sterrenzwaard (Memory, Sorrow and Thorn)

1. De Drakentroon (1992) (The Dragonbone Chair, 1988)
2. De Steen des Afscheids (1993) (Stone of Farewell, 1990)
3. De Groene Engeltoren: de Belegering (1994) (To Green Angel Tower: Siege, 1994)
4. De Groene Engeltoren: het Ontzet (1994) (To Green Angel Tower: Storm, 1994)

- De Brandende Man (2005) (The Burning Man, 1998), een Heugenis, Smart en het Sterrenzwaard verhaal

- Caliban's Wraak (1995) (Caliban's Hour, 1994)

- Anderland (Otherland)

1. Stad van Gouden Schaduw (1998) (City of Golden Shadow, 1996)
2. Rivier van Blauw Vuur (1998) (River of Blue Fire, 1998)
3. Berg van Zwart Glas (2000) (Mountain of Black Glass, 1999)
4. Zee van Zilver Licht (2001) (Sea of Silver Light, 2001)

- De Oorlog der Bloemen (2004) (The War of the Flowers, 2003)

- Het Elfenrijk (2007) (Heruitgave van De Oorlog der Bloemen)

- Schaduwmars (Shadowmarch)

1. De Schaduwgrens (2006) (Shadowmarch, 2004)
2. Het Schaduwspel (2007) (Shadowplay, 2007)
3. Schaduwval (2010) (Shadowrise, 2010)
4. Schaduwhart (2011) (Shadowheart, 2011)

- Bobby Dollar (Bobby Dollar Trilogy)

1. De weg naar de hemel (2012) (The dirty streets of heaven, 2012)
2. Happy hour in de hel (2014) (Happy hour in hell, 2013)

- Het Hart van Steen (The heart of what was lost, 2017), overbrugt het verhaal tussen Heugenis, Smart en het Sterrenzwaard en De Laatste Koning van Osten Ard

- De Laatste Koning van Osten Ard (The last king of Osten Ard)

1. De Kroon van Heksenhout (deel 1) (2017) (The witchwood crown, 2017)
2. De Kroon van Heksenhout (deel 2) (2018) (The witchwood crown, 2017)

### Onvertaald
- Child of an Ancient City (1992)

- Rite: Short Work (2006)

- Bobby Dollar series

1. Book 3: Sleeping late on Judgement Day (2014)
2. Novella: God Rest Ye Merry, Gentlepig (2014), enkel als E-book

- The last king of Osten Ard series

1. Book 2: Empire of Grass (2019)
2. Book 3: Into the Narrowdark (2022)
3. Book 4: The Navigator's Children (2024)

- Osten Ard series

1. Prequel 1: Brothers of the Wind (2021)
2. Prequel 2: The Splintered Sun (gepland 10/2024)